# 빌헬름 그뢰너
카를 에두아르트 빌헬름 그뢰너(독일어: Karl Eduard Wilhelm Groener, 1867년 11월 22일 ~ 1939년 5월 3일)는 독일의 장군이자 정치인이다. 그의 조직적인 능력과 수송 능력으로 제1차 세계 대전 전후 성공적인 군사적 경력을 세웠다.
독일 육군의 장군부관감 에리히 루덴도르프와의 대립 이후 그뢰너는 군사령부로 재발령되었다. 루덴도르프가 1918년 10월 사직되었을 때 그뢰너는 그의 자리를 이어받았다. 그뢰너는 새로운 사회민주주의 대통령 프리드리히 에베르트와 함께 독일 11월 혁명 기간 중 좌익의 장악을 좌절시키기 위해 일했다. 그의 주도 하에 군대는 독일 전반으로 일어난 대중 봉기들을 무참하게 진압했다.

## 수상
- 푸르 르 메리트 (1915년)
- 적수리 훈장 (1917년)